# Nationwide Mutual Insurance Company

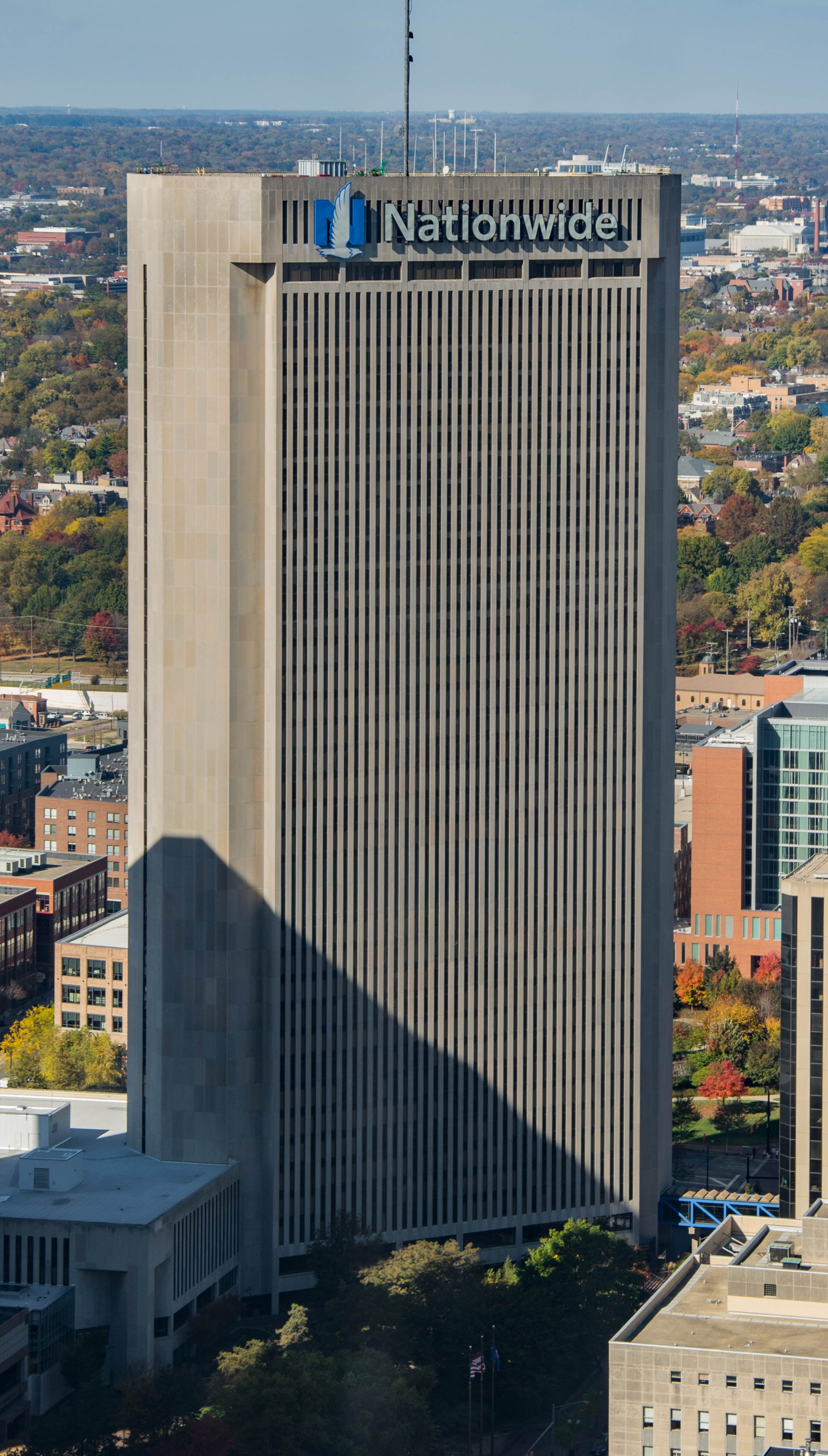
Hauptsitz des Versicherers in Columbus

Die Nationwide Mutual Insurance Company ist ein US-amerikanisches Versicherungs- und Finanzdienstleistungsunternehmen mit Sitz in Columbus im Bundesstaat Ohio. Es gehört zu den landesweit größten Versicherungsgesellschaften und ist mit einem Jahresumsatz von 58,6 Milliarden US-Dollar (2024) in der Liste der Fortune 500 der größten US-amerikanischen Unternehmen. Zu Nationwide gehört eine große Zahl an Tochterunternehmen mit Schwerpunkt auf inländischen Schaden- und Unfallversicherungen, Lebensversicherungen und Altersvorsorge, Vermögensverwaltung und Investment.

## Geschichte
Das Unternehmen wurde 1926 vom Ohio Farm Bureau unter dem Namen Farm Bureau Mutual gegründet, um Autoversicherungen für Landwirte im Bundesstaat Ohio anzubieten, welche bis dahin dieselben Prämien bei Versicherern zahlen mussten wie Stadtbewohner, obwohl sie eine niedrigere Rate an Verkehrsunfällen hatten als diese. 1928 expandierte Farm Bureau Mutual nach West Virginia, gefolgt von Maryland, Delaware, Vermont und North Carolina. Farm Bureau Mutual begann 1931, Einwohner kleiner Städte zu versichern, ab 1934 auch Einwohner größerer Städte. Außerdem begann die Gesellschaft 1934, Brandschadensversicherungen anzubieten, und expandierte später in weitere Bereiche.
1955 änderte Farm Bureau Mutual seinen Namen in Nationwide Insurance, ein Name, unter dem das Unternehmen heute allgemein bekannt ist. Seit 1965 ist es in allen Bundesstaaten der Vereinigten Staaten präsent. Zu den Vizepräsidenten der Company gehörte der Kaufmann Peter Neckermann (* 1935 in Würzburg), ein Sohn des Dressurreiters und Unternehmers Josef Neckermann.

## Marketing
Der Werbeslogan Nationwide is on your Side (Nationwide ist auf deiner Seite) wurde erstmals 1965 der Öffentlichkeit vorgestellt, komponiert von dem bekannten Jingle-Autor Steve Karmen, und 1969 vertont.